# Bataille de Maynal (1641)
Guerre de Trente Ans
Batailles
La bataille de Maynal est une bataille mineure qui eut lieu à la mi-novembre 1641 à Maynal, dans le comté de Bourgogne, durant l'épisode comtois de la guerre de Trente Ans. Elle oppose les troupes françaises du colonel Vicomte de Courval aux troupes comtoises du capitaine Lacuzon.  

## Contexte
En 1641, la France et le comté de Bourgogne sont en guerre depuis 7 ans. Jusqu'en mars 1637, la guerre avait plutôt été favorable aux Comtois, mais cette année-là le vent tourne et les renforts espagnols et impériaux n'auront pas d'action décisive sur le cours de la guerre. Les Français alliés aux Suédois serpentent à travers la Franche-Comté pour anéantir ses villes et villages. En 1641, le capitaine Lacuzon avec ses trois compagnies de franc-tireurs fait partie des dernières forces militaires comtoises opérationnelles encore en activité. Il prend le château de Saint-Laurent-la-Roche aux environs du 1er novembre et parvient à sécuriser en grande partie l'actuel Jura. Début novembre, il surprend et bat les troupes françaises dirigées par le sieur d'Antérac sur le pont de Montmorot. Depuis ses bases de Saint-Laurent la Roche et Montaigu à présent sécurisées, il peut entreprendre des offensives sur le sol français de Bresse. 

## La bataille
À la mi-novembre, Lacuzon lance, depuis le matin, une offensive sur Savigny et l’abbaye de Mirroir. Sa troupe est constituée d'une compagnie d’infanterie, d'un détachement de la garnison de Dole et de 9 cavaliers. À l'issue de la journée, le succès est total et le butin conséquent. Le détachement comtois doit rejoindre ensuite la ville de Dole. Mais les paysans, miliciens et détachements militaires des environs ont été prévenus et ceux-ci se regroupent sous les ordres du vicomte de Courval qui a déjà combattu Lacuzon à Montaigu, un an auparavant. Ils préparent alors une embuscade contre l'armée comtoise dans le village de Maynal. La troupe française est constituée de 400 paysans en armes, de 80 soldats et d'une compagnie de 40 carabiniers à cheval du colonel de Courval.
La colonne comtoise en mouvement est très étirée, et lorsque l'attaque survient peu avant le crépuscule, Lacuzon comprend immédiatement que sa colonne risque d'être décimée. Les Comtois, en sous nombre, sont attaqués de toutes parts, et alourdis par leur butin, ils ne peuvent manœuvrer. Alors avec ses 9 cavaliers, Lacuzon charge la compagnie de cavalerie du vicomte de Courval. Celle-ci, complètement surprise par la manœuvre, est bousculée puis taillée en pièce. Lacuzon s'attaque ensuite à l'infanterie en remontant le long de la colonne comtoise pour la dégager de ses assaillants. L'anéantissement de la compagnie du colonel de Courval crée un effet psychologique qui fait vaciller le moral des troupes françaises qui battent alors en retraite de toutes parts.
Le lendemain on retrouvera 80 cadavres français sur le champ de bataille.

## Conséquences
Cette victoire permet aux Comtois de pouvoir attaquer plus en profondeur le territoire français et pourra même s'en prendre à la ville de Louhans. Depuis 1637, les combats sont à nouveau repoussés hors du comté de Bourgogne et avec succès. Quelques jours plus tard, les garnisons françaises de Bletterans et de Courlaoux se réunissent de nouveau à Maynal pour écraser les Comtois, mais sont de nouveau battues par Lacuzon.